# Uwe Freimuth
Uwe Freimuth (* 10. září 1961 Rathenow, Braniborsko) je bývalý východoněmecký atlet, jehož specializací byl desetiboj. V roce 1984 si vytvořil osobní rekord výkonem 8792 bodů, kterým je stále na 8. místě v dlouhodobých tabulkách. Na Letních olympijských hrách 1988 v Soulu skončil na 8. místě. Celkem ve své kariéře 24krát překonal hranici 8000 bodů. Po skončení profesionální kariéry působil jako trenér různých sportovních týmů v Asii. Od roku 2013 působí jako profesor na berlínské škole sportu a obchodu. Jeho syn Rico Freimuth je rovněž úspěšným desetibojařem.